# Раеліти

Символ раеліан

Раеліти — рух, прибічники якого вірять у надцивілізацію прибульців (Елохіми), з якими можна контактувати за допомоги спеціальних духовних практик. Одним зі своїх головних завдань раеліти бачать в досягненні безсмертя людини посередництвом науки, головні надії пов'язують з клонуванням. Елохіми — не божества, а представники цивілізації, яка значно випереджає людство в технічному розвиткові. Рух раелітів було засновано 1973 року в Женеві французьким гонщиком Клодом Ворілоном (Раелем). Раель також відстоює принцип «вільного кохання» та пропагує його серед членів організації. Багато послідовників Раеля живуть в комунах, де займаються практикою «чуттєвої» медитації. Раеліти виступають за використання нових технологій в усіх сферах життя, за збільшення фінансування наукових досліджень.
Даний рух відносять до тоталітарних сект.

## Принципи вчення Раеля
1. Рівність статей. Свобода проявів сексуальності.
2. Одне з найважливіших завдань людства - розвиток науки та техніки. Раеліти виступають за зняття будь-яких заборон на клонування та використання генетичних маніпуляцій.
3. Світ є матеріальним. Бога не існує. Але, на певному етапові технологічного розвитку цивілізація зможе розвинутись до «цивілізації богів». Елохіми — одна з таких цивілізацій. Призначення людства - досягти рівня розвитку Елохімів.

## Ставлення раелітів до релігії
Раеліти вважають, що в майбутньому головною стане «нетеїстична» релігія, близька до буддизму. Раелітами піддається критиці «юдейсько-християнська картина світу», критикується Католицька церква за недостатню увагу до досягнень сучасної науки.

## Ресурси в мережі
- Офіційний сайт раельского руху